# Niklas Nikolajsen von Karlshof
Niklas Nikolajsen von Karlshof (født Niels Niklas Bang Nikolajsen 1975) er en dansk-schweizisk investor, milliardær, tidlig investor i kryptovaluta og grundlægger af investeringsfirmaet Bitcoin Suisse AG. Han bliver i folkemunde ofte omtalt som Bitcoinpiraten.
Han har boet i Schweiz siden 2011. Han er gift og har fire børn, hvor det seneste blev født 2. april 2024. I 2023 blev han schweizisk statsborger.

## Opvækst og karriere
Nikolajsen er opvokset på Kejsergaarden ved Ålsrode omkring 10 km fra Grenaa på Djursland. Hans far var fra Djursland, og hans mors familie er fra Færøerne. Under sin opvækst boede familien i en periode i Tanzania. Han gik på Herlufsholm. Herefter begyndte han først på kemiingeniørstudiet og gennemførte herefter en uddannelse som datamatiker.
Nikolajsen arbejdede i de tidlige år af sin karriere som softwarearkitekt og -udvikler, primært i den finansielle sektor. Han har været fortaler for Bitcoin og blockchain-teknologi siden 2010, hvor han så Satoshi Nakamotos hvidbog på Bitcoin, og han investerede meget tidligt i valutaen til 3 kr. stykket.
Han grundlagde Bitcoin Suisse AG i 2013. Han var CEO indtil 2017 og bestyrelsesformand indtil 2021.
I 2021 købte han fyrtårnet på øen Hjelm samt 3 % af øen. Han har købt slottet Salesianum Zug i Schweiz fra 1750, der er kendt som St. Karlshof.
I 2021 medvirkede han i de tre afsnit af DR's program Krypto, der fulgte hans arbejde med handel i kryptovaluta. I en kronik blev programmet dog kritiseret for, at der ikke blev stillet kritiske spørgsmål nok.
Han har tilkøbt "von Karlshof" i Vatikanet. Med sin rigdom har han bl.a. etableret en samling af gamle mønter, og han købte bl.a. en større samling af guldmønter og medaljer fra blandt andet Slaget på Reden på Bruun Rasmussen Kunstauktioner for 7 mio. kr. I foråret 2022 ville han uddele 100.000 kr i kontanter til tilfældige personer i forbindelse med åbningen af en bar i København, han havde finansieret, men det måtte stoppe grundet tumult.
I efteråret 2022 købte han en grund i Københavns Nordvestkvarter, hvor han annoncerede at han ville bygge 50 billige studieboliger.

## Filmografi
- Krypto (2022)
- Mit liv med Danmarks dyreste biler (2022) - afsnit 4